# Bristol 603
Bristol 603 är en personbil, tillverkad av den brittiska biltillverkaren Bristol Cars mellan 1976 och 1982. Därefter bytte den namn till Bristol Britannia respektive Bristol Brigand. Mellan 1994 och 2011 tillverkades den vidareutvecklade Bristol Blenheim.

## Bristol 603 (1976-82)
1976 introducerades Bristol 603 som ersättare till den äldre 411-modellen. Karossen var rymligare och hade lägre luftmotstånd än tidigare, men mekaniken hämtades från företrädaren. Som en följd av oljekrisen 1973 fick den nya bilen något mindre Chrysler-motorer.

## Bristol Britannia/Brigand (1982-94)
1982 började Bristol namnge sina bilar efter Bristol Aeroplane Companys stridsflygplan från andra världskriget. 603:an blev nu Bristol Britannia. Dessutom tillkom den starkare Bristol Brigand, med turbomotor från systermodellen Beaufighter.

## Bristol Blenheim (1994-2011)

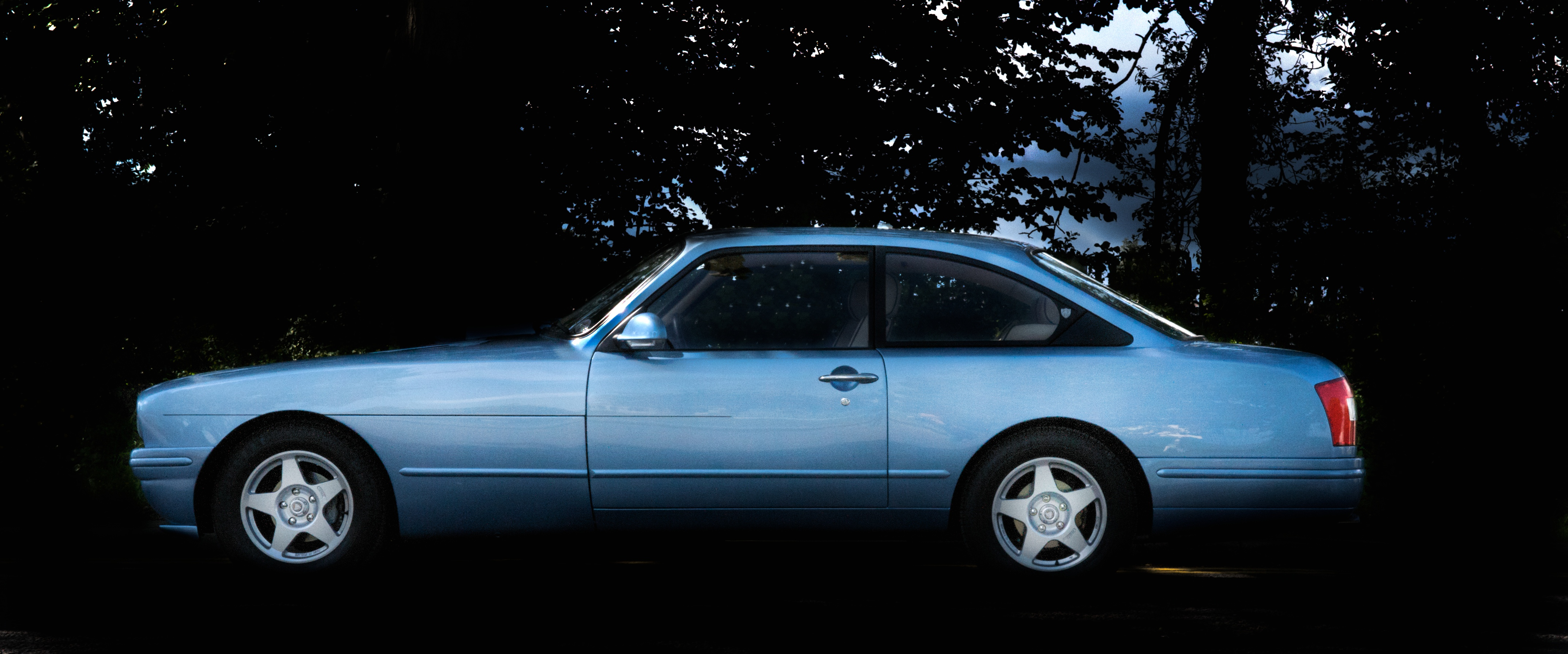
Bristol Blenheim

Den sista utvecklingen var Bristol Blenheim, som presenterades 1994. Bilen fick en modernare motor med bränsleinsprutning, för att minska bränsleförbrukningen. Blenheim-modellen har uppdaterats genom åren, med bland annat en modernare, fyrstegad automatlåda, mer utrustning och förbättrad interiör.
Bristol offentliggör inte sina produktionssiffror, men troligen rör det sig om färre än 100 bilar om året.

## Motor
| Modell         | Motor             | Cylindervolym | Effekt | Bränslesystem          |
| -------------- | ----------------- | ------------- | ------ | ---------------------- |
| 603E           | 8-cyl V-motor ohv | 5211 cm³      | 147 hk | Enkel förgasare        |
| 603S/Britannia | 8-cyl V-motor ohv | 5898 cm³      | 172 hk | Enkel förgasare        |
| Brigand        | 8-cyl V-motor ohv | 5898 cm³      |        | Enkel förgasare, turbo |
| Blenheim       | 8-cyl V-motor ohv | 5898 cm³      | 354 hk | Bränsleinsprutning     |